# Kaski

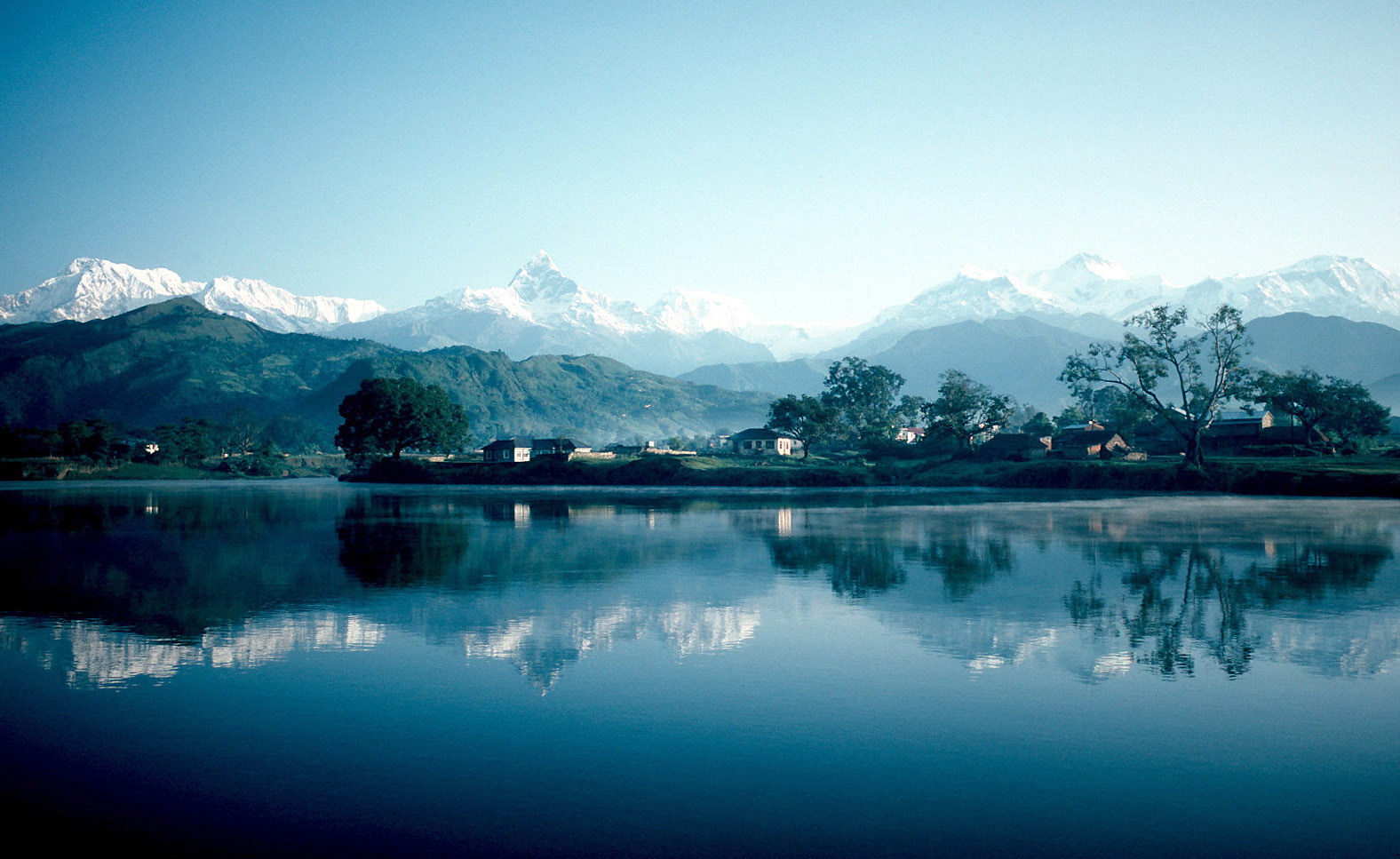
Der Phewa-See mit Pokhara und im Hintergrund der Annapurna Himal

Der Distrikt Kaski (Nepali कास्की Kāskī) ist ein Distrikt in Zentral-Nepal.
Er gehört zur Verwaltungszone Gandaki. Verwaltungssitz ist Pokhara. Der Distrikt erstreckt sich über 2017 km² und hat 492.098 Einwohner (2011). Eine bedeutende Volksgruppe im Distrikt Kaski sind die Gurung.
Die nördliche Hälfte des Distriktes wird von der Südflanke des Annapurna-Massivs eingenommen.

## Verwaltungsgliederung
Städte im Distrikt Kaski:
- Lekhnath
- Pokhara

Im Distrikt Kaski liegen außerdem folgende 32 Village Development Committees (VDCs):
- Bhachok
- Bhadaure Tamagi
- Chapakot
- Dangsing
- Deurali
- Dhampus
- Dhikur Pokhari
- Dhital
- Ghachok
- Ghandruk
- Hansapur
- Kalika
- Kaskikot
- Lahachok
- Lumle
- Lwangghale
- Machhapuchchhre
- Majhthana
- Mauja
- Mijuredada
- Namarjung
- Parche
- Puranchaur
- Rivan
- Rupakot
- Saimarang
- Salyan
- Sardikhola
- Siddha
- Sildujure
- Thumakodada
- Thumki